# Mar de Bali
El mar de Bali (en indonesio, Laut Bali) es un pequeño mar interior del archipiélago de las Indias Orientales, un mar perimetral del océano Pacífico, localizado justo en el límite norte del océano Índico. Tiene solamente 45.000 km² y se sitúa al norte de las islas de Bali y Lombok y al sur de las islas Kangean, en Indonesia. El mar constituye la parte suroeste del mar de Flores y el estrecho de Madura lo comunica, por el oeste, con el mar de Java.

## Geografía
El mar de Bali, con fines oceanográficos, se suele considerar a veces agrupado con el mar de Flores, e incluso con el mar de Java. Sin embargo, en algunas cartas náuticas, el mar de Bali se considera como un mar distinto a los efectos de la navegación. El mar, que es parte del conocido como mar Mediterráneo Australasiano, comprende 45 000 km² y una profundidad máxima de 1 590 m.
La circulación y las propiedades de la masa de agua en el mar de Bali son una continuación del mar de Flores hasta el mar de Java, en el norte. En oceanografía, el mar de Bali se refiere a la corriente indonesia, una corriente oceánica que procede del océano Pacífico y va al océano Índico, cuyo flujo pasa en su mayoría a través del estrecho de Bali y del estrecho de Lombok.
En los registros históricos de los tsunamis se recogen varios observado en el mar de Bali. La erupción en 1815 del volcán Tambora (escala 7 del índice de explosividad volcánica) ocasionó los tsunamis del 22 de septiembre de 1815 (8°00′S 115°12′E / -8.00, 115.20) y, tres años más tarde, el del 8 de septiembre de 1818, ocasionado por las subsiguintes actividades volcánicas ( 7°00′S 117°00′E / -7.0, 117.0). Dos tsunamis más se registraron en 1857 y 1917, con una altura máxima de 3 m y 2 m, respectivamente.

## Delimitación de la IHO
La máxima autoridad internacional en materia de delimitación de mares, la Organización Hidrográfica Internacional («International Hydrographic Organization, IHO), considera el mar de Bali como un mar. En su publicación de referencia mundial, «Limits of oceans and seas» (Límites de océanos y mares, 3ª edición de 1953), le asigna el número de identificación 48 (l) —correspondiente a uno de los mares del archipiélago de las Indias Orientales (Indonesia)— y lo define de la forma siguiente:

En el norte.
 Una línea desde la isla Paternoster Occidental hasta la punto oriental de Sepandjang y, desde allí, a través de esta isla al extremo oeste de la bahía Gedeh, en la costa sur de Kangean (7°01'S, 115°18'E).
En el oeste.
Una línea desde el extremo oeste de la bahía de Gedeh, isla de Kangean, hasta Tg Sedano, el extremo noreste de Java y descendiendo por la costa oriental hasta Tg Bantenan, el extremo sureste de la isla.
En el sur.
Una línea desde Tan Jong Bantenan a través de los puntos meridionales de Balt y Noesa Blanda hasta Tanjong Bt Gendang, el extremo suroeste de Lombok, y la costa sur de Tanjong Ringgit, el extremo sureste, y desde allí una línea a Tan Jong S Mangkoen (9°01", 116°43 'E), el extremo suroeste de Soembawa.
En el este.
Las costas oriental y occidental de Soembawa, tan al este como Tan Jong Sarokaja (8°22'S, E 117°10), y desde allí, el límite occidental del Mar de Flores (48 j).
[Límite occidental del Mar de Flores. Una línea de Tg Sarokaja a la isla Paternoster Occidental (7°26'S, 117°08'E) y desde allí a la isla Postiljon Noreste (6°33'S, 118°49' E) y la punta occidental de la bahía de Laikang, Célebes].
Limits of oceans and seas, pág. 29.